# Macandrewella chelipes
Macandrewella chelipes is een eenoogkreeftjessoort uit de familie van de Scolecitrichidae. De wetenschappelijke naam van de soort is voor het eerst geldig gepubliceerd in 1896 door Giesbrecht.